# Anomala jordani
Anomala jordani är en skalbaggsart som beskrevs av Ohaus 1902. Anomala jordani ingår i släktet Anomala och familjen Rutelidae. Inga underarter finns listade i Catalogue of Life.